# Sokotosuchus
Sokotosuchus is een geslacht van uitgestorven dyrosauride crocodyliformen dat leefde tijdens het Maastrichtien in West-Afrika. Fossielen van het geslacht werden gevonden in de Dukamaje-formatie van Nigeria, en mogelijk is er schedelmateriaal gevonden in Mali.
Lambert Beverly Halstead benoemde in 1975 de typesoort Sokotosuchus ianwilsoni. De geslachtsnaam verwijst naar de staat Sokoto en verbindt de naam daarvan met Souchos, de Griekse aanduiding van de Egyptische krokodillengod. De soortaanduiding eert Ian Wilson die het exemplaar in 1971 vond.
Het holotype is P.1, een schedel gevonden bij Takalawa in de Gilbedi Hills.
Sokotosuchus is wellicht de zustersoort van Phosphatosaurus gavialoides.